# Leer om leer (toneelstuk)

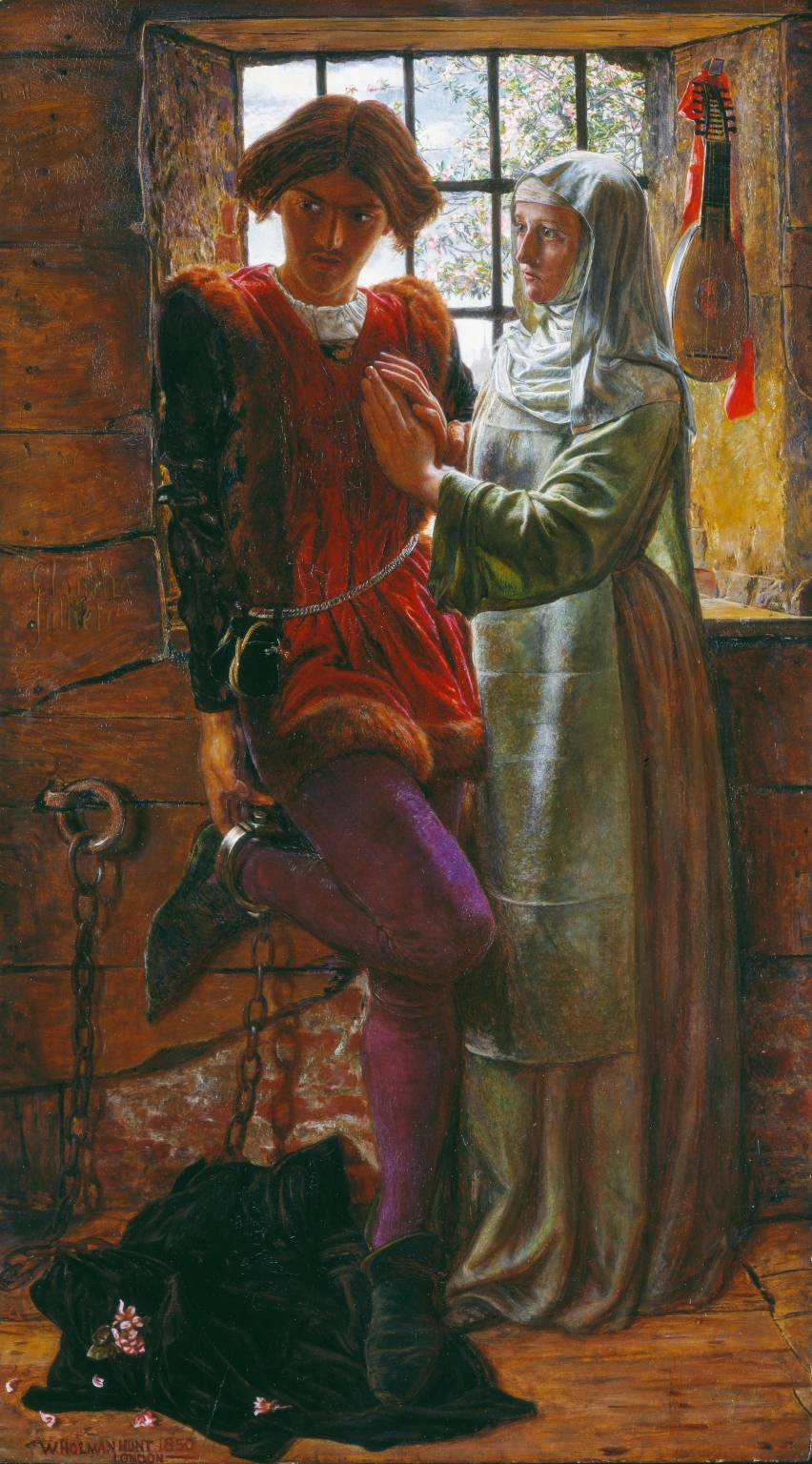
Claudio and Isabella, schilderij van de prerafaëlitische schilder William Holman Hunt, 1850

Leer om leer (Engelse titel: Measure for Measure) is een komedie van William Shakespeare, waarvan aangenomen wordt dat zij geschreven is in 1603 of 1604. Het toneelstuk werd voor de eerste keer gepubliceerd in de First Folio van 1623.
De eerste opvoering vond aan het hof plaats op 26 december 1604. Oorspronkelijk werd het ingeschreven als komedie, maar sommige moderne onderzoekers bestempelen het als een van Shakespeares probleemstukken (problem plays). Hoewel het stuk net als The Merchant of Venice draait om het thema van rechtvaardigheid en medelijden, houdt het zich immers explicieter bezig met seks en dood en intense emoties. Vanwege die tragiek en de ernstige toon is het eerder als tragikomedie te beschouwen. Het was ook de laatste van Shakespeares komedies. Nadien schreef hij zijn grote tragedies Othello, King Lear, Macbeth, Antony and Cleopatra, Coriolanus en Timon of Athens.